# Marku Ribas
Marco Antonio Ribas mais conhecido como Marku Ribas (Pirapora, 19 de maio de 1947 — Belo Horizonte, 6 de abril de 2013) foi um cantor, compositor, ator, dançarino e percussionista brasileiro.

## Biografia
Filho de pai negro e mãe descendente de índios caiapós, Marku nasceu em Pirapora, interior de Minas Gerais, e iniciou a carreira em 1962, tocando bateria e cantando no grupo Flamingo. Cinco anos depois, em 1967, mudou para São Paulo com o amigo e parceiro Deo, juntos lançam o LP Deo & Marco, pela Gravadora Continental. No mesmo ano, participa do 2º Festival Internacional da Canção (FIC), no Rio de Janeiro, com a música Canto Certo. A canção foi rebatizada anos depois e regravada por Alcione, agora com o nome de Alerta Geral. A letra dessa canção sofreu censura por parte dos militares, até que, incomodados com o teor das letras, em outubro de 1968 prendem Marku, que após sair da prisão, se exilou em Paris, onde participou do filme, Quatre Nuit D'une Revêur (1971), de Robert Bresson.
Seu estilo característico possui diversos elementos, entre eles: soul, samba, samba rock, jazz, funk, reisado, batuque e ritmos africanos.
Em 1985, Ribas participou do álbum Dirty Work da banda britânica Rolling Stones, participando também do clip de Just Another Night, da banda britânica. Participou em vários filmes nacionais, entre eles, "Uma onda no ar" e "Batismo de Sangue" (como Carlos Marighella), de direção de Helvécio Ratton.
Marku inovou ao utilizar o próprio corpo como instrumento de percussão. Em sua voz harmonias e melodias improvisadas em qualquer ritmo, o seu estilo de cantar e inventar palavras e frases com diferentes sonoridades influenciou e continua a influenciar diferentes gerações de músicos de diferentes estilos. Ativista político declarado na luta por direitos sociais e contra o racismo, no auge do sucesso comercial de sua carreira, com o sucesso do samba rock e da soul music brasileira, rompe com as gravadoras multinacionais e parte para uma carreira independente. Afastado da mídia nacional, idos de 2001 é redescoberto e apadrinhado por Ed Mota. Lançou seu último álbum, 4 Loas, em 2010.

### Morte
Marku Ribas faleceu na noite de sábado de 6 de Abril de 2013, aos 65 anos, em decorrência de um câncer no pulmão. Ribas foi diagnosticado com câncer no pulmão em 2012 e estava com metástase. Foi internado no Hospital Lifecenter, em Belo Horizonte, onde morreu, deixando a esposa, Maria de Fátima Ribas, e duas filhas, Lira e Julia Ribas.

## Discografia
- (2015) Marku Ribas - Mais Samba - Ultra Music - CD
- (2013) MARKU 50 - BOX (2cds/1dvd) CD: Paris, 1970, CD: Parda Pele (1997), DVD: ATAVU (Doc) - Ultra Music - CD/DVD
- (2010) 4 Loas (Marku Ribas) - Tratore - CD
- (2007) Zamba Ben (Marku Ribas) – compilação - Universal Music – CD
- (2006) Alabê de Jerusalém (Altay Veloso) – participação – CD, DVD
- (2005) Rei Congo (Jairo de Lara) - participação - CD
- (2005) Bambas & Biritas (Bid) – participação - MCD World Music - CD
- (2001) Erasmo & Amigos (Erasmo Carlos) – participação - Universal Music - CD
- (2001) Swing & Samba-Rock (Clube do Balanço) – participação – CD
- (2000) Folias do Brasil (Dércio Marques) – participação - Independente – CD
- (1999) Mundial People (Omeriah) – participação - Ragah Records/RGE – CD
- (1998) A alma do povo (Rubinho Vale) - participação – CD
- (1992) Autóctone (Marku Ribas) – Independente – LP
- (1991) Festival Carrefour de MPB (vários artistas) – participação – Independente - LP
- (1983) Marku (Marku Ribas) – Independente – LP
- (1981) Sambarock – O som dos Blacks (vários artistas) – participação – LP
- (1980) Mente e coração (Marku Ribas) - Philips - LP • Philips
- (1979) Cavalo das alegrias (Marku Ribas) - Philips - LP
- (1979) I Festival dos Estudantes Programa Flávio Cavalcanti (vários artistas) – participação – LP
- (1979) As 14 demais vol. 3 (vários artistas) – participação - Polyfar/Philips – LP
- (1979) Nossa seleção de samba (vários artistas) – participação – Philips – LP
- (1979) Programa especial vol. 2 (vários artistas) - participação - Polyfar/Philips – LP
- (1978) Barrankero (Marku Ribas) - Philips - LP • Philips
- (1977) Tim Maia e convidados (vários artistas) – participação – Copacabana - LP
- (1976) Underground (Marku Ribas) - Copacabana - LP
- (1976) Marku (Marku Ribas) – Copacabana – LP
- (1973) 14 Maiorais nº 19 (vários artistas) – participação – Copacabana - LP